# Pomysk Wielki
Pomysk Wielki (kaszub. Wiôldżi Pòmësk; niem. Groß Pomeiske, tuż po wojnie Ciechosławice) – wieś kaszubska w Polsce, położona w województwie pomorskim, w powiecie bytowskim, w gminie Bytów, na Pojezierzu Bytowskim. Siedziba sołectwa Pomysk Wielki, w którego skład wchodzą także Mała Wieś, Pomyski Młyn i Szarzyn. 
Pomysk Wielki leży na trasie nieistniejącej już linii kolejowej (Lębork-Bytów) w pobliżu przebiegającej północno-zachodnimi obrzeżami wsi drogi wojewódzkiej nr 228 i 1 km od drogi krajowej nr 20 ze Stargardu do Gdyni. 
Na południe od miejscowości znajdują się rezerwaty przyrody Jezioro Głęboczko (jezioro lobeliowe) i Jezioro Cechyńskie Małe. 
We wsi jest również placówka Ochotniczej Straży Pożarnej.
| SIMC    | Nazwa        | Rodzaj     |
| ------- | ------------ | ---------- |
| 0741140 | Mała Wieś    | przysiółek |
| 0741156 | Pomyski Młyn | przysiółek |
| 0741162 | Szarzyn      | przysiółek |

W latach 1945-54 siedziba gminy Pomysk Wielki, następnie gromady Pomysk Wielki. W latach 1975–1998 wieś administracyjnie należała do województwa słupskiego.
Według rejestru zabytków NID na listę zabytków wpisany jest kościół parafialny pw. Niepokalanego Serca Marii, 1890, nr rej.: A-361 z 10.12.1997.